# Santos Cosme e Damião (diaconia)
Santos Cosme e Damião (em latim, Ss. Cosmae et Damiani) é uma diaconia instituída no século VIII, pelo Papa Adriano I. A sua sede foi construída em cima dos edifícios pagãos Archivim Templum SacræUrbis e Constantini (Romuli), fundada pelo Papa Félix IV em 527. Em torno do ano 600, o Papa Gregório I designou o lugar como uma diaconia. Aproximadamente, em 780, o Papa Adriano I estabeleceu o título, mas não se conhece nenhum titular protetor até o ano 1073.
Sua igreja titular é Santi Cosma e Damiano.

## Titulares protetores
- Arduino (circa 1073- circa 1099)
- Gionata (ou Ionathan) senior (circa 1099- circa 1106)
- Pietro Pierleoni (1106-1130)
- Gionata iunior (ou Ionathan) iuniore  (1120-1130?)
- Guido da Vico (1130-1150)
- Matteo (1131-1136), pseudocardeal do antipapa Anacleto II
- Pandolfo (1136-1138), pseudocardeal do Antipapa Anacleto II
- Rolando Bandinelli, C.R.L. (1150-1151) Eleito Papa Alexandre III
- Boso Breakspear, O.S.B. (1155-1165)
- Graciano (1178-1203)
- Giovanni (1205 o 1206-1216)
- Gil Torres (ou Egidio Torres ou Egidio Hispano) (1216-1254 o 1255)
- Giordano Pironti (1262-1269)
- Benedetto Caetani (1295-1296)
- Guillaume Ruffat des Forges (1305-1306)
- Luca Fieschi (1306-1336)
- Leonardo Cybo (1402-1404)
- Jean Gilles (1405-1408)
- Pietro Stefaneschi (1409-1410)
- Francesco Zabarella (1411-1417), pseudocardeal do Antipapa João XXIII
- Ardicino della Porta (1413-1422)
- Pierre de Foix (1476-1485)
- Alessandro Farnese (1493-1503); in commendam (1503-1513) Eleito Papa Paulo III em 1534
- Inocêncio Cybo (1513-1517)
- Giovanni Salviati (1517-1543)
- Giacomo Savelli (1543-1552)
- Niccolò Caetani, in commendam (1552-1554)
- Girolamo Simoncelli (1554-1588)
- Federico Borromeo seniore (1589)
- Guido Pepoli (1590-1592)
- Flaminio Piatti (1592-1593)
- Agustín Spínola (1621 - 1631)
- Alessandro Cesarini (1632-1637)
- Benedetto Odescalchi (1645-1659) Eleito Papa Inocêncio XI em 1676
- Odoardo Vecchiarelli (1660-1667)
- Leopoldo de Médici (1668-1670)
- Nicolò Acciaioli (1670-1689)
- Fulvio Astalli (1689-1710)
- Vacante (1710-1730)
- Bartolomeo Ruspoli (1730-1741)
- Mario Bolognetti (1743-1747)
- Carlo Vittorio Amedeo Ignazio delle Lanze (1747)
- Vacante (1747-1753)
- Ludovico Maria Torriggiani (1753-1754)
- Girolamo Colonna di Sciarra (1756-1760)
- Cornelio Caprara (1762-1765)
- Benedetto Veterani (1766-1776)
- Vacante (1776-1785)
- Antonio Maria Doria Pamphilj (1785-1789)
- Ludovico Flangini Giovanelli (1789-1794)
- Vacante (1794-1816)
- Giovanni Caccia-Piatti (1816-1833)
- Vacante (1833-1858)
- Pietro de Silvestri (1858-1861)
- Vacante (1861-1879)
- Tommaso Maria Zigliara, O.P. (1879-1891)
- Raffaele Pierotti, O.P., (1896-1905)
- Vacante (1905-1911)
- Ottavio Cagiano de Azevedo (1911-1915)
- Andreas Früwirth, O.P., título pro pro illa vice (1915-1927)
- Vacante (1927-1935)
- Vincenzo Lapuma (1935-1943)
- Vacante (1943-1953)
- Crisanto Luque, título pro illa vice (1953-1959)
- Francesco Morano (1959-1968)
- Johannes Willebrands (1969-1975)
- Eduardo Francisco Pironio (1976-1987); título pro illa vice (1987-1995)
- Giovanni Cheli (1998-2008); título pro hac vice (2008-2013)
- Beniamino Stella (2014-2020)
- Mario Grech (2020-)